# 凯文·克里利
凯文·克里利（英語：Kevin F. Cleary）美国音频工程师。他曾3次提名奥斯卡最佳音响效果奖。

## 部分影视作品
- 虎胆龙威 (1988)[1]
- 深渊 (1989)[2]
- 猎杀红色十月 (1990)[3]